# Xcel Energy Center
Xcel Energy Center är en inomhusarena i Saint Paul, Minnesota i USA och hemmaarena för NHL-klubben Minnesota Wild.
År 2000 köpte energiföretaget Xcel Energy namnrättigheterna till arenan. Avtalet är på 25 år och värt årligen tre miljoner amerikanska dollar. Inomhusarenan fick då det nuvarande namnet.